# Чаттерджи, Джойя
Джойя Чаттерджи (Joya Chatterji) — британский историк бенгальского происхождения, специалист по современной истории Южной Азии. Доктор, эмерит-профессор исторического факультета Кембриджского университета, феллоу тамошнего Тринити-колледжа, член Британской академии (2018). Специализируется по вопросам раздела Британской Индии.
Происхождением из Дели, где изучала историю в Университете Дели. Из Индии отправилась в Кембридж, где получила докторскую степень по истории. На протяжении нескольких лет преподавала международную историю в Лондонской школе экономики, а в 2007 году устроилась в Кембриджский университет. Директор Центра исследований Южной Азии (2014-19).
Вспоминала, что образцом для подражания для неё стала Romila Thapar.
Шеф-редактор журнала Modern Asian Studies.
Первую особую известность ей принес труд Bengal Divided: Hindu Communalism and Partition 1932—1947.
Автор Shadows at Noon: The South Asian Twentieth Century {Рец. Уильяма Далримпла, Rana Mitter}, посвященной истории Южной Азии 20-го века. Книга вошла в шорт-лист Wolfson History Prize (2024).